# Salon de Bruxelles de 1893
Le Salon de Bruxelles de 1893 est la vingt-neuvième édition du Salon de Bruxelles, exposition périodique d'œuvres d'artistes vivants. Il a lieu en 1893, du 16 septembre au 3 novembre, dans un bâtiment provisoire édifié à la place de l'ancien palais de justice de Bruxelles.
Ce Salon est le vingt-et-unième organisé depuis l'Indépendance de la Belgique en 1831. 

## Organisation
Pour chaque exposition, les dates et l'organisation générale sont fixées par arrêté royal, sur proposition du ministre responsable. La commission directrice de l'exposition est ensuite nommée par arrêté ministériel, le règlement de l'exposition est également fixé par arrêté ministériel. Chaque Salon est donc géré par une commission directrice distincte.

## Contexte
Ce Salon est le vingt-et-unième organisé depuis l'Indépendance de la Belgique en 1831. Le Salon a lieu, dans un bâtiment provisoire édifié à la place de l'ancien palais de justice de Bruxelles, à la rue Lebeau, à partir de juin 1893 selon les plans de Georges Saint-Cyr.
L'exposition de 1893 débute le 14 septembre par une visite que le roi Léopold II a voulue officieuse et au cours de laquelle il a manifesté son mécontentement à plusieurs reprises. Le souverain s'est indigné que l'exposition triennale se tienne de nouveau dans un local provisoire en planches. L'ouverture officielle a lieu deux jours plus tard.

## Catalogue

### Données générales
Alors que le Salon de 1890 comprenait près de 1200 numéros, l'édition de 1893 en propose 1247. Le local n'est pas vaste, les sculptures sont un peu entassées, en raison de l'admission en dernière minute de tableaux supplémentaires, mais l'installation des œuvres est valable dans les salles bien proportionnées et bénéficiant d'une lumière égale. 

### Peinture

#### Artistes belges
Parmi les artistes belges, les exposants sont Franz Seghers, Émile Van Doren, Edgard Farasyn, Lucien Frank, ou encore Joseph van Severdonck, Herman Richir,. Grâce au concours Godecharle la peinture d'histoire est de nouveau quelque peu  présente, en témoigne Une Représentation de marionnettes à la cour de Marguerite d'Autriche de Willem Geets. Les portraits les plus remarqués sont ceux exécutés par Jean De la Hoese, Alfred Cluysenaar, et Julien De Vriendt. Léon Philippet expose deux portraits. Le paysage est le mieux représenté : François Binjé, Joseph Coosemans, Théodore Baron, Isidore Verheyden, Émile Claus, Jacques Doré ou Victor Gilsoul. De Jean-François Portaels à Léon Frédéric, toutes les générations sont représentées.

#### Artistes étrangers
Les artistes étrangers sont moins nombreux qu'autrefois. Des invitations ont été adressées aux artistes français Claude Monet, Pierre Puvis de Chavannes et Auguste Rodin, mais ils ont préféré décliner. En revanche, trois peintres anglais de l'École de Glasgow exposent leurs œuvres pour la première fois en Belgique, où ils reçoivent un accueil enthousiaste du public et de la presse : John Lavery, James Guthrie et Robert Macaulay Stevenson.

#### Placement disharmonieux
Selon le Journal de Bruxelles, de manière générale, une visite à l'exposition triennale suscite des soubresauts continuels entre des œuvres tellement différentes qui s'y côtoient. Par exemple, si d'un tableau clair, selon la vision des peintres les plus récents, est le voisin immédiat d'un tableau sombre de l'école antérieure, la transition est abrupte et les deux tableaux, aussi bons soient-ils, paraissent également mauvais. Les œuvres s'embrouillent au lieu de s'expliquer. Une harmonie serait souhaitable comme lors des expositions du Groupe des XX, dont l'ordonnance règne. Sans promiscuité, les œuvres d'un même peintre s'avoisinent sans se faire de tort. 
Le jury de placement se soucie de deux seuls aspects : honorer ou avantager tel peintre en lui conférant un centre de panneau, ou même tel modèle, personnage de distinction, s'il s'agit d'un portrait ; ensuite d'emboiter les tableaux, comme dans les jeux de patience, selon leurs dimensions, et de leur faire des pendants, comme dans les salles à manger bourgeoises. Ce classement est irrationnel et désagréable à l'œil et à l'intelligence.  
Le Salon de Bruxelles gagnerait à s'inspirer de cette pratique en classant les peintres comme ils se classent eux-mêmes, sous l'empire des affinités électives. Que les académiques voisinent avec les académiques, que les naturalistes coudoient les naturalistes. Que le hasard n'ait pas le droit d'unir malgré leur volonté un survivant de l'époque romantique ou un paysagiste en chambre de 1840 et un impressionniste ou un luministe d'aujourd'hui.

### Galerie d'œuvres exposées au Salon de Bruxelles de 1893

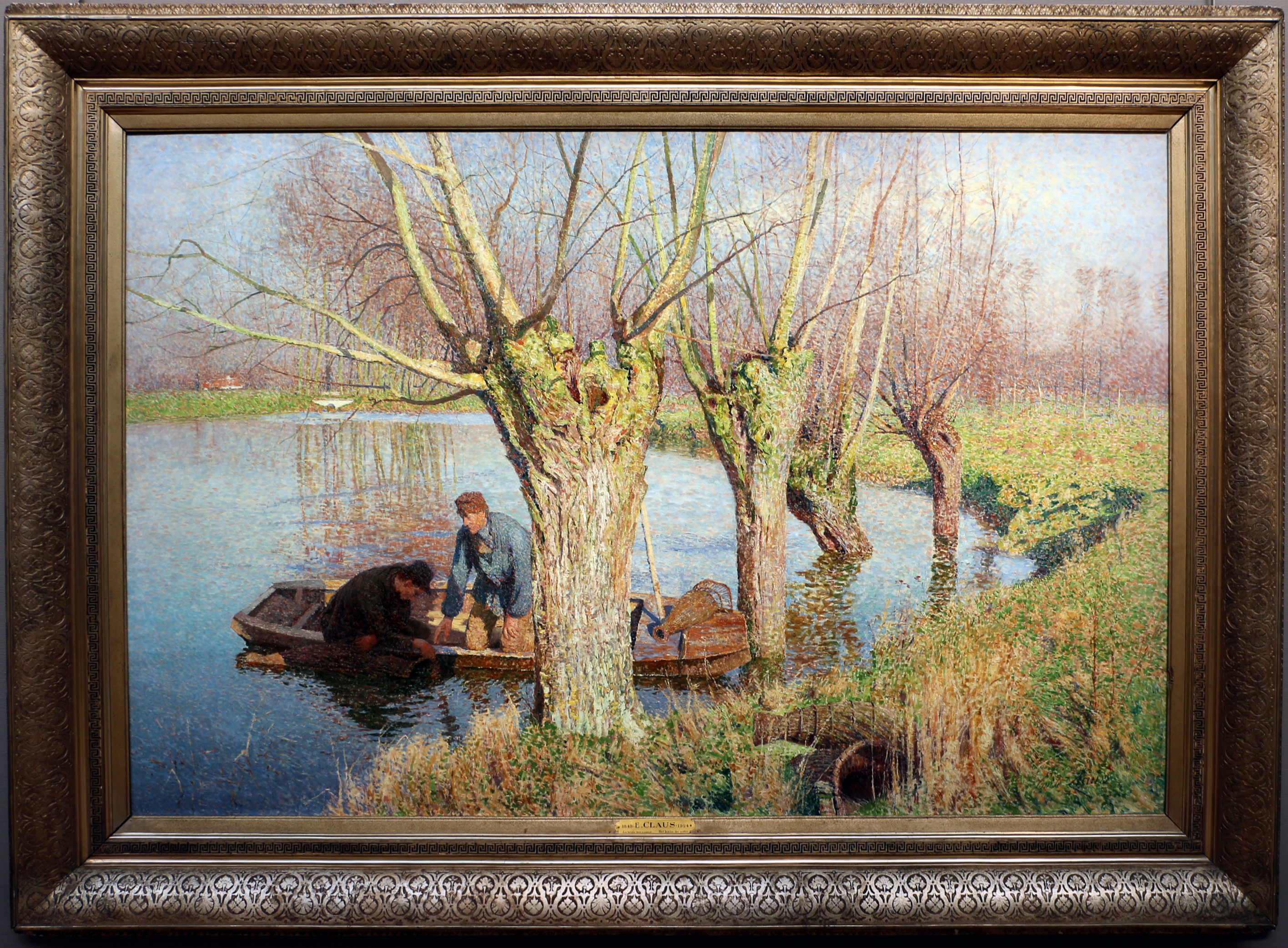
Émile Claus, La Levée des nasses (1893).
Isidore Meyers, Les Bords de l'Escaut (1893).
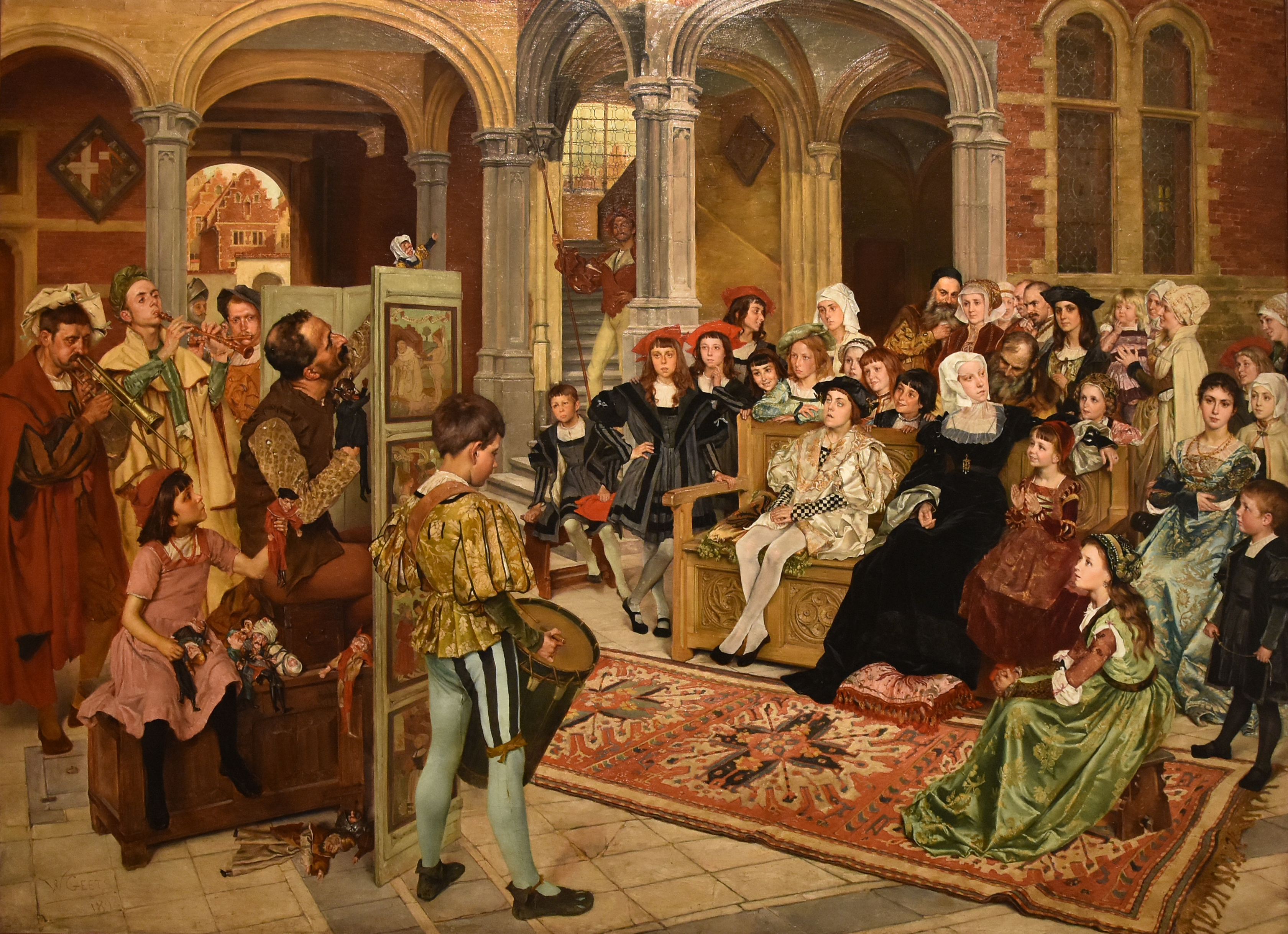
Willem Geets, Une Représentation de marionnettes à la cour de Marguerite d'Autriche (1893).
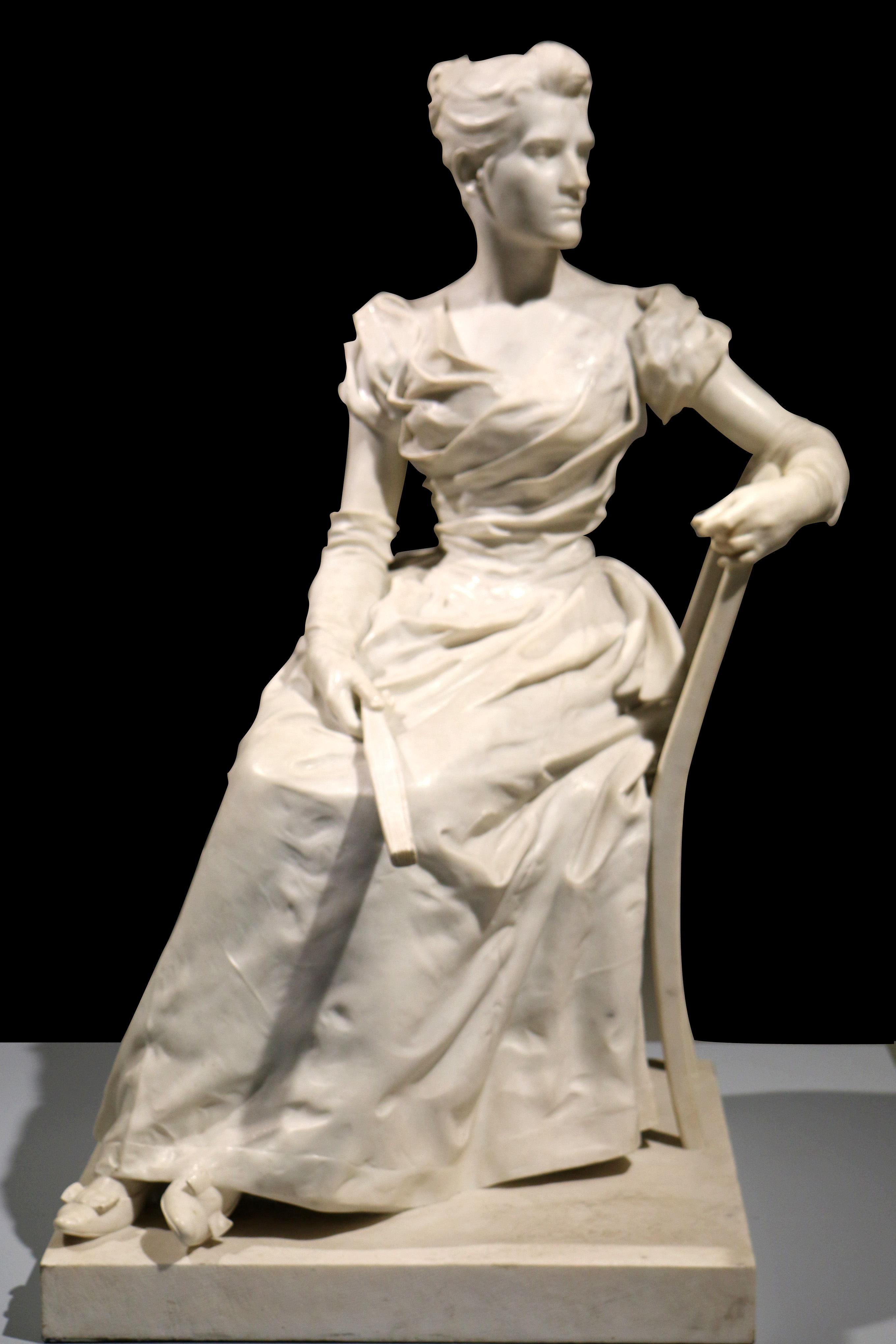
Paul Du Bois, Dame assise (1893).

### Sculpture
Deux quadrilatères sont réservés aux marbres, bronzes, zincs et plâtres. 156 œuvres sont exposées, dont 45 portraits. Les exposants sont au nombre de 84, dont sept de Paris. Les Belges sont notamment représentés par Constantin Meunier (Femme du peuple, Vieux puddleur et Vieux cheval de mine), Paul Du Bois (Dame assise, déjà exposée au Salon des XX), Arthur Craco (projet de maître autel), Victor Rousseau (Amour virginal), Pierre-Jean Braecke (Le Pardon), Jean Gaspar (Lionne couchée), Égide Rombaux (Venus-bergh), Jef Lambeaux (L'Ivresse) et également des œuvres de Thomas Vinçotte (bustes), d'Isidore De Rudder (La Belgique, fragment du monument funéraire de Charles Rogier) et d'Albert Desenfans (L'Art hollandais).

## Résultats

### Achats par le gouvernement

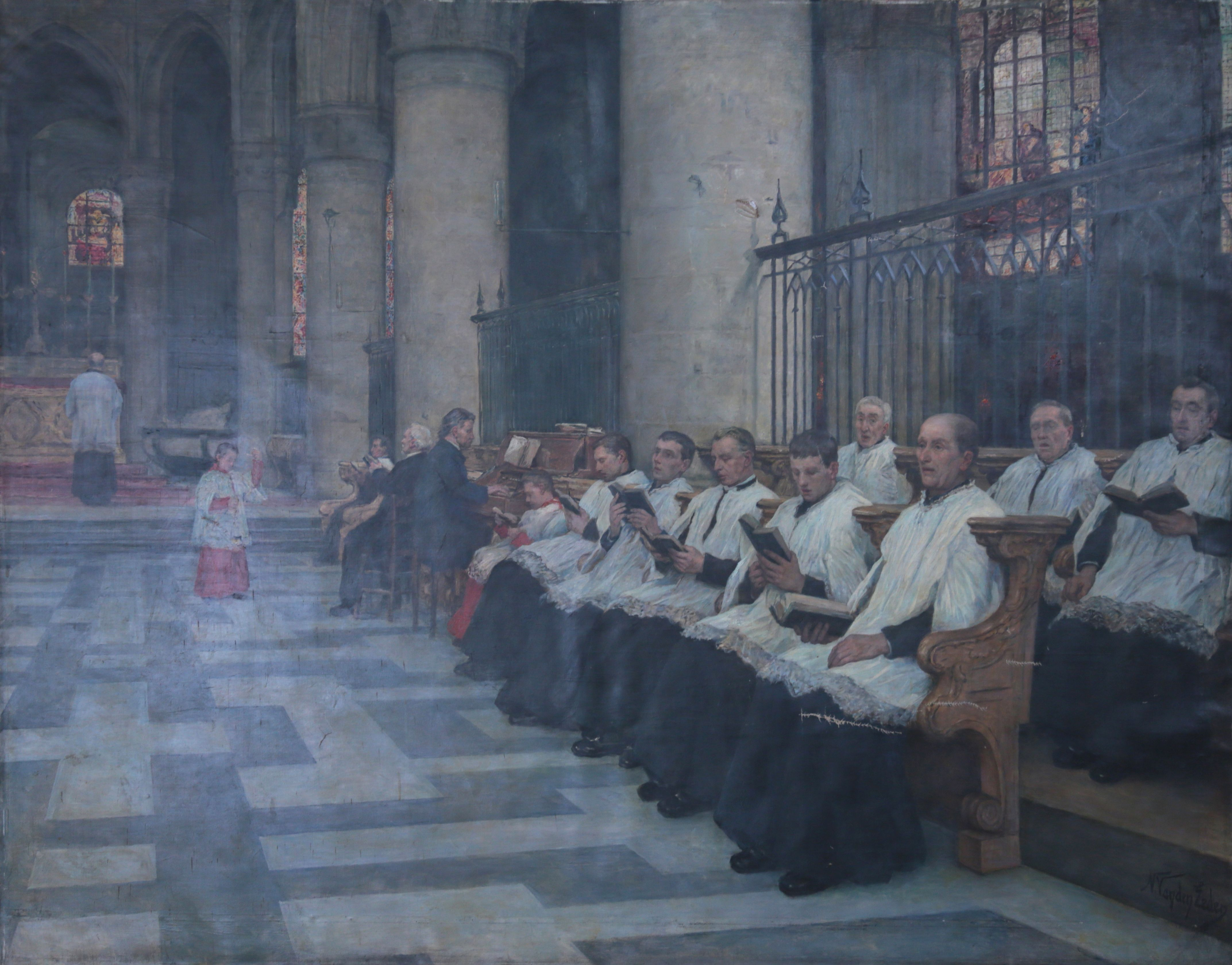
Intérieur de la Cathédrale Saints-Michel-et-Gudule de Bruxelles, acquis pour le Musée des Beaux-Arts de Gand.

Le gouvernement, sur proposition de la commission des acquisitions, décide de l'acquisition pour le musée de l'État ou les musées de province :
- Peintures pour les musées de l'État : 
  - Charles Mertens, L'Ivrogne ;
  - Isidore Meyers, Les Bords de l'Escaut ;
  - Nicolas Van den Eeden (d), Intérieur de la Cathédrale Saints-Michel-et-Gudule de Bruxelles.

- Peintures pour les musées de province :
  - Franz Seghers, Fleurs ;
  - Henri Van Melle, La Veuve ;
  - Émile Van Doren, Les Grands marais ;
  - Isidore Verheyden, Les Libellules ;
  - Émile Claus, La Levée des nasses ;
  - Edgard Farasyn, Dernière lueur ;
  - Emile Van Damme-Sylva, Dans les dunes ;
  - Willem Geets, Une Représentation de marionnettes à la cour de Marguerite d'Autriche ;
  - Lucien Frank, Avril ;
  - Jan Neervoort (d), Le Sabotier ;
  - Carolus Tremerie (d), Septembre.

- Sculptures pour les musées de l'État :
  - Paul Du Bois, Dame assise ;
  - Pierre-Jean Braecke, Le Pardon.

- Sculptures pour les musées de province :
  - Louis Pierre Van Biesbroeck, Excelsior ;
  - Edmond Lefever, Sainte-Cécile.

### Récompenses pécuniaires
Vingt-huit artistes reçoivent une récompense pécuniaire.

### Expositions à Düsseldorf et à Cologne
Après le Salon, vingt peintres et sculpteurs belges sont invités à organiser une exposition de leurs œuvres, à partir du 13 novembre à Düsseldorf, puis à Cologne, dont François Binjé, Joseph Coosemans, Léon Frédéric, Victor Gilsoul ou encore Herman Richir.

### Catalogue
- Catalogue, Exposition générale des Beaux-Arts de 1893, catalogue explicatif, Bruxelles, E. Lyon-Claesen, 1893, 174 p. (lire en ligne).